# Bridge of Avon (Ballindalloch)
Die Bridge of Avon ist eine ehemalige Straßenbrücke in der schottischen Streusiedlung Ballindalloch in der Council Area Moray. 1972 wurde das Bauwerk in die schottischen Denkmallisten in der höchsten Denkmalkategorie A aufgenommen.

## Geschichte
Es war der auf dem nahegelegenen Ballindalloch Castle residierende General James Grant, welcher den Bau der Bridge of Avon veranlasste. Für die Planung zeichnet George Burn verantwortlich, welcher den Bau möglicherweise auch ausführte. Bekannt ist, dass Burn die Bauten der Spey Bridge und der Lovat Bridge, die beide von Thomas Telford entworfen wurden, ausführte. Im Jahre 1800 wurde die Bridge of Avon eröffnet. Ungleich anderer Brücken überstand die Brücke die regionalen Hochwasser des Augusts 1829. Der Pegel stieg an dieser Stelle um sieben Meter, was heute noch anhand einer Hochwassermarke ablesbar ist.
Die Bridge of Avon führte einst die A95 über den Avon. Mit dem Bau einer modernen Brücke wenige Meter flussaufwärts wurde die Bridge of Avon obsolet und für den motorisierten Verkehr geschlossen. Eine Stichstrecke des Speyside Ways von Ballindalloch nach Tomintoul verläuft heute über die Bridge of Avon.

## Beschreibung
Der Mauerwerksviadukt überspannt den Avon in der Streusiedlung Ballindalloch rund 1,5 Kilometer vor der Mündung in den Spey. Der Bruchsteinviadukt verfügt über zwei ausgemauerte Segmentbögen, von denen der nördliche deutlich kleiner ausgeführt ist. Der Pfeiler besitzt einen gerundeten Eisbrecher. Die begrenzenden Brüstungen bestehen aus grob behauenem Bruchstein. An der Südseite sind zwei Platten mit den Inschriften „Built by General Grant of Ballandalloch 1800. G. Burn Arct.“ beziehungsweise „Flood line 4 August, 1829“ eingelassen.